# Westerndorf (Ebersberg)
Westerndorf ist ein Gemeindeteil von Ebersberg im oberbayerischen Landkreis Ebersberg. Der Weiler liegt circa eineinhalb Kilometer nordöstlich von Ebersberg.

## Baudenkmäler
Siehe: Liste der Baudenkmäler in Westerndorf